# Nazcasula
Nazcasula (Sula granti) är en fågel i familjen sulor som förekommer i östra Stilla havet. Fram tills relativt nyligen behandlades den som underart till masksulan.

## Utseende
Nazcasulan är liksom närbesläktade masksulan en stor (81–92 cm) och vit sulfågel med svarta spetsar på vingar och stjärt. Den skiljer sig dock i proportionerna med kortare näbb och ben men längre vingar. Näbben är orangefärgad, ej gul, och fötterna olivbruna till lila, ej bjärt gulaktiga (nominatformen) eller mörkt blågrå (personata).

## Utbredning och systematik
Fågeln häckar i östra Stilla havet från nordvästra Mexiko på Revillagigedoöarna, Clippertonön, Isla del Coco söder om Costa Rica och Malpelo utanför västra Colombia till Galápagosöarna, ön La Plata utanför Ecuador och nyligen även Lobos de Afuera i nordvästra Peru. Den behandlas som monotypisk, det vill säga att den inte delas in i några underarter.

### Artstatus
Walter Rothschild organiserade och skickade en expedition till Galápagosöarna 1897. Han skrev om en distinkt sulart där som han och William Robert Ogilvie-Grant diagnosticerade som perusula (Sula variegata), då endast känd i ungfågeldräkt. 1902 beskrev Rothschild den istället som en egen art, Sula granti, men omkategoriserade den senare som underart till masksulan.
1998 visade studier på Clippertonön att arten häckade sympatriskt med masksulan där. Den har därefter återigen lyfts ut som egen art. Studier visar också på skillnader i utseende, födosöksbeteende och häckningsmiljö. Genetiskt skiljer de sig även åt, uppskattningsvis sedan 400 000–500 000 år.

## Status och hot
Arten har ett stort utbredningsområde och en stor population, men tros minska i antal, dock inte tillräckligt kraftigt för att den ska betraktas som hotad. Internationella naturvårdsunionen IUCN kategoriserar därför arten som livskraftig (LC).

## Bilder

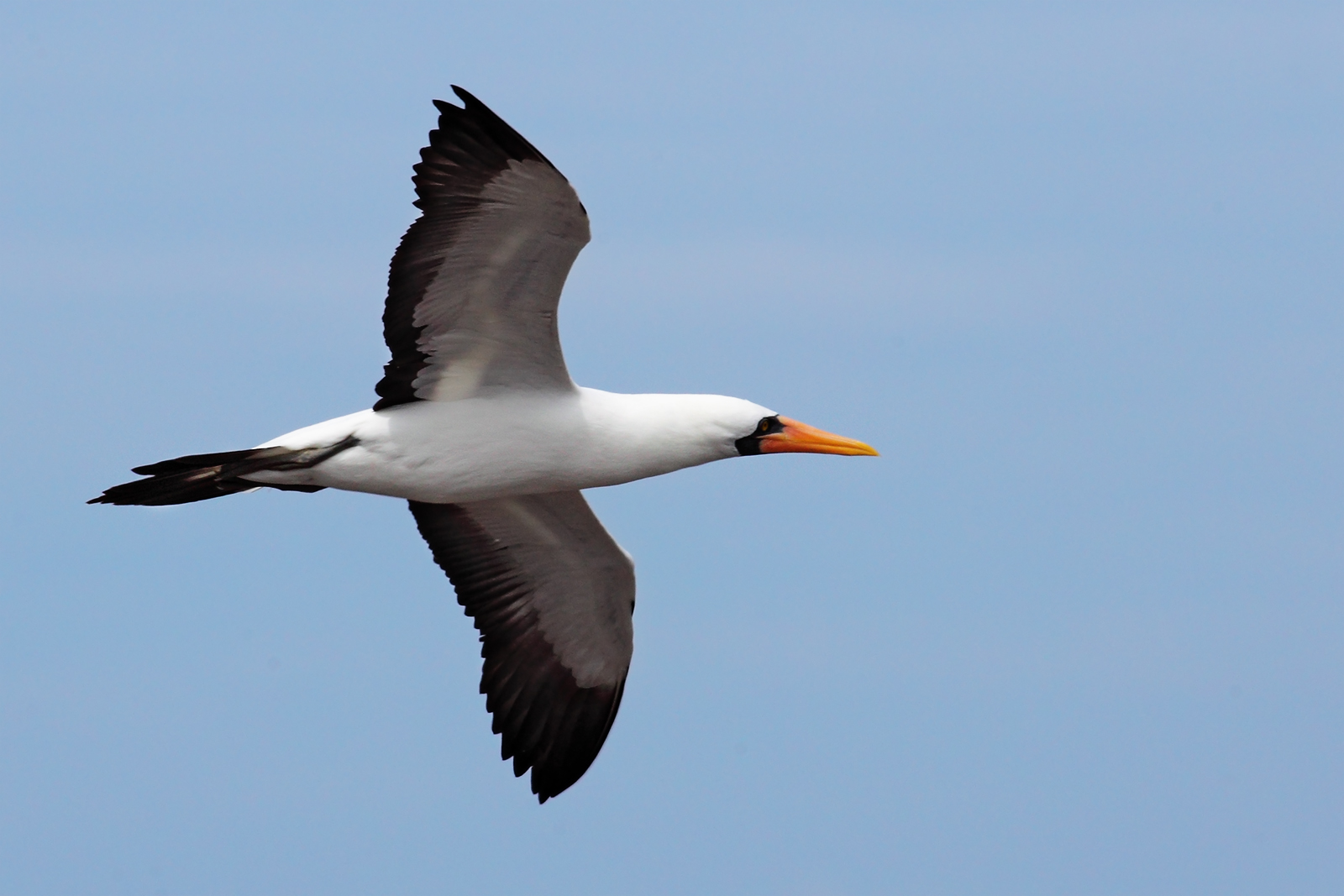
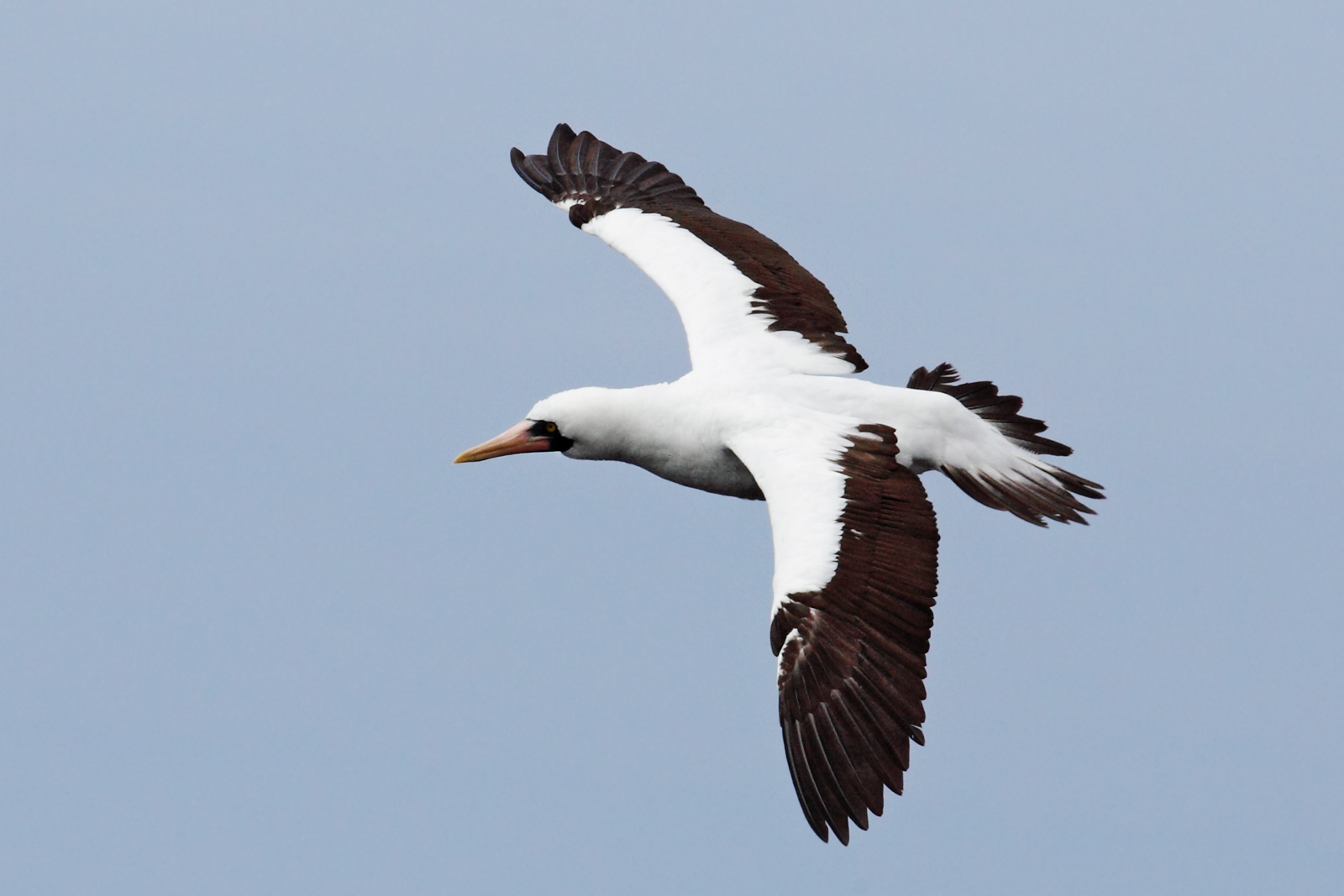
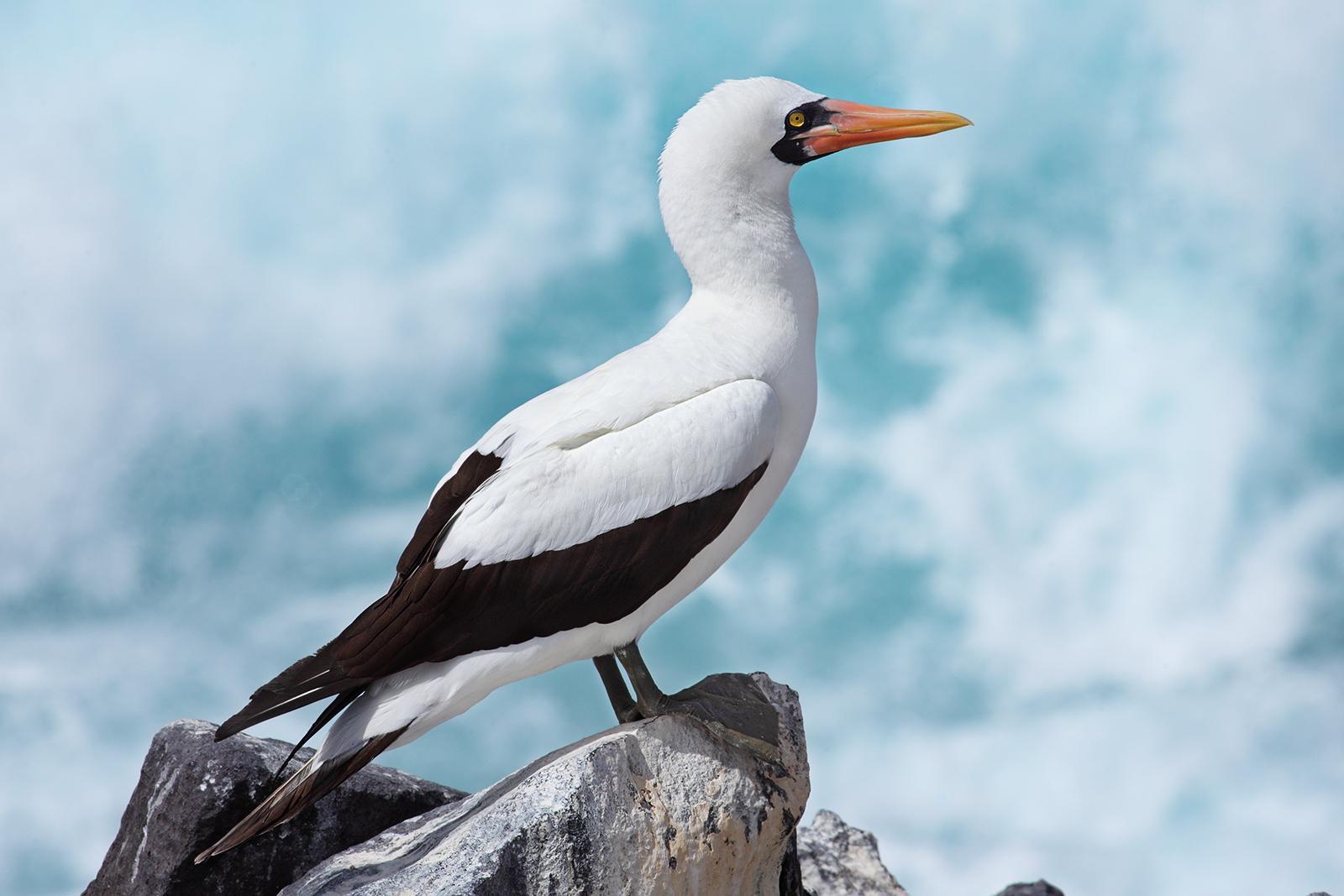
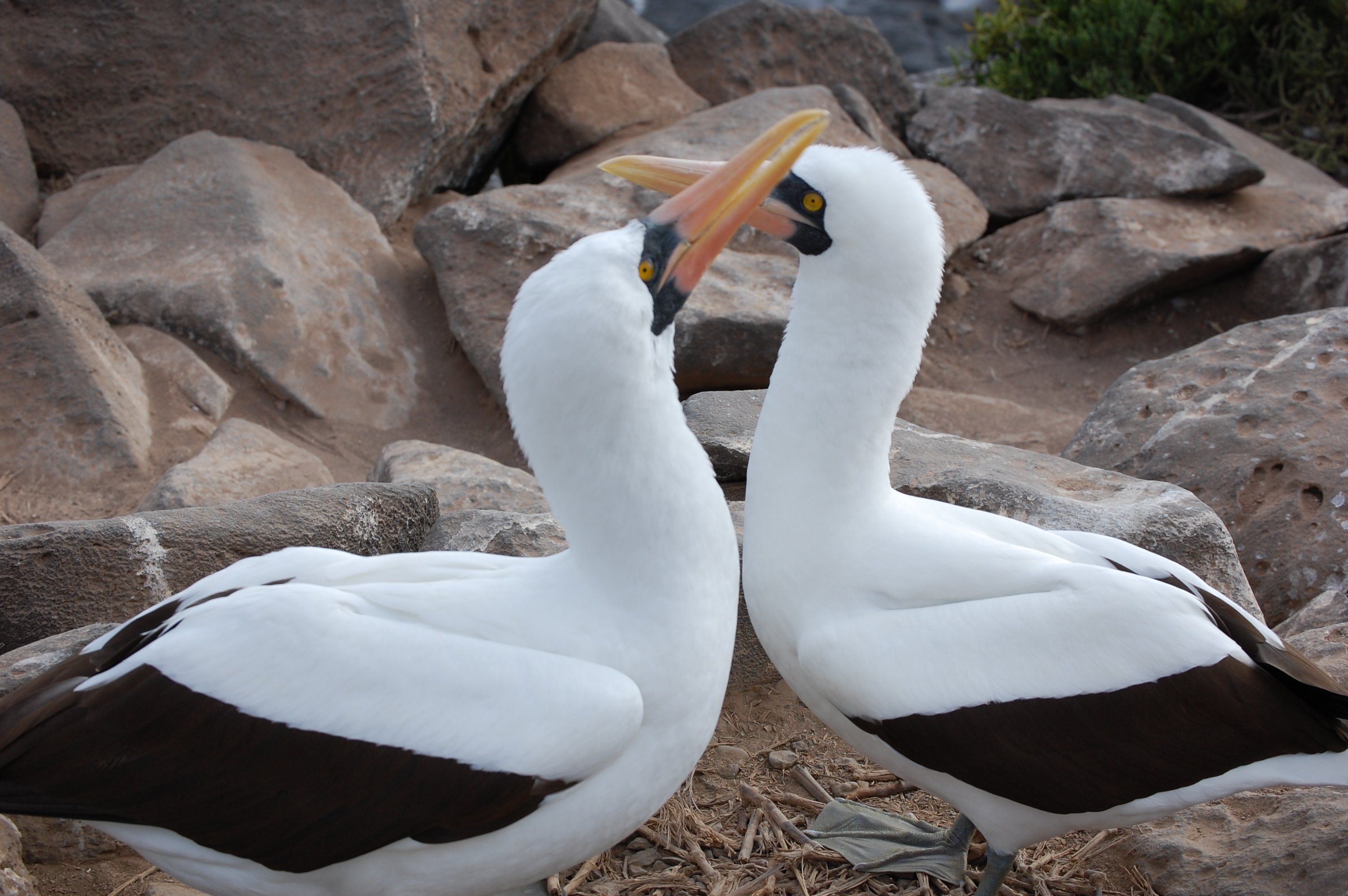